# Gustaf Ulfvenklou
Henrik Gustaf Ulfvenklou, född 26 november 1755 i Hossmo socken, död 28 september 1819 Ronneby, var en svensk mystiker som under den gustavianska tiden fick stort inflytande i kretsen kring hertig Karl genom att säga sig kunna kommunicera med de döda.

## Biografi
Gustaf Ulfvenklou var son till kaptenen i fransk tjänst Johan Gustaf Ulfvenklou och Anna Juliana Wrangel af Lindeberg. Han blev student vid Lunds universitet 1768 och volontär vid fortifikationen 1774 samt fänrik vid arméns finska eskader 1776 och löjtnant där 1776. Han avgick ur krigstjänsten 1786 men återinträdde senare i tjänst, deltog i Gustav III:s ryska krig och kallades vid din död före detta major i arméns flotta.
Ulfvenklou var löjtnant och anlände till Stockholm 1783, där ha snart gjorde succé i kretsen kring hertig Karl, som han fick inflytande över genom att säga sig kunna kommunicera med den döda drottning Lovisa Ulrika, hertigens mor. År 1784 "smorde" han under högtidliga ceremonier Karl till kung över "Sveriges och Götes rike, Norge och Finland ända till Vita sten vid Moskva". I det tal han höll i detta sammanhang förklarade han att Gud hade förkastat den dåvarande kungen Gustav III och dennes avkomlingar.
Han sände en varning med en förutsägelse till kungen i Italien 1784, som framkallade en störning i förhållandet mellan kungen och hertigen. 
Han fick också ett stort inflytande på Gustaf Adolf Reuterholm, som beskrev Ulfvenklou som "stormäktig och att likna vid en Mahomet". Ulfvenklous farbror, en överste, kallade honom istället "den största odugling, jag känt" samt "en bindfärdig galning, som hade fanen själv i kroppen".
En av Ulfvenklous mest uppseendeväckande åtgärder var den skattgrävning i källaren till ett "förtrollat" hus vid Österlånggatan, som han fick hertig Karl och flera högadliga personer att delta i. Huset, som numera bär numret 24, var av gammalt beryktat som spökhus. Enligt en sägen skulle här tidigare ha funnits ett nunnekloster i vars källarvalv stora skatter blivit inmurade. Grävningarna tog under högtidliga ceremonier sin början i februari 1784, efter att man genomfört "magisk rökning".
Reuterholm blev avundsjuk på det inflytande som den profetiske löjtnanten vunnit över hertig Karl. Genom Reuterholms intriger blev Ulfvenklou fram på hösten sjökommenderad för en längre tid framåt. Därefter övertog Reuterholm själv ledningen av skattgrävningarna, men resultatet blev noll.
Ulfvenklou stod dock även fortsättningsvis via brev i förbindelse med hertigen och delgav honom bland annat underrättelsen att han, Ulfvenklou, en natt "fått sin första ordination av Herrans ängel och erhållit naturens, nådens och allmaktens nycklar i närvaro av vittnena Gabriel, Uriel, Raziel m. fl.". Han kunde också glädja fursten med hälsningar från den ryktbare trollkarlen Cagliostro, som denna tid var bosatt i Paris och var föremål för en stor del av Europas intresse.
Reuterholm "avslöjade" honom fullständigt 1785, då hans karriär som mystiker tog slut. 
Ulfvenklou drog sig tillbaka till lantlivet med kaptens avsked. Hertig Karl var honom dock alltjämt bevågen, och när han i enlighet med den forne löjtnantens spådom blev Sveriges kung, gav han Ulfvenklou en årlig pension.
Hans ende son var löjtnant vid Kronobergs regemente och omkom vid ett jaktparti, vådaskjuten med sitt eget gevär. Ätten Ulfvenklou är utgången.